# Элисага, Марилу
Марилу Элисага (исп. Maria Luiza Perez Caballero y Molto, conocido como Marilu Elizaga) (1923, Испания — 1995, там же) — мексиканская актриса испанского происхождения.

## Биография
Родилась в 1923 году в Испании, вскоре переехала в Мехико, и посвятила этому городу долгие годы жизни, вначале являлась театральной актрисой, а в кино дебютировала в 1957 году, всего до 1988 года снялась в 11 работах в кино и телесериалах. Актриса стала известной мексиканской театральной актрисой, также неплохо играла роли в кино и телесериалах. В 1979 году её пригласил продюсер Валентин Пимштейн в культовый телесериал Богатые тоже плачут, где она доигрывала роль уволенной актрисы Алисии Родригес — доньи Елены Сальватьерра, но актриса не снискала такой популярности у зрителей, нежели её предшественница. После съёмок в телесериале Ловушка, в 1988 году она по состоянию своего здоровья порвала с кинематографом и переехала на родину в Испанию.
Скончалась в 1995 году в Испании в возрасте 72-х лет. Имя этой замечательной величайшей актрисы вписано золотыми буквами в истории мексиканского театра и кино.

## Фильмография

### Телесериалы телекомпанииTelevisa
- 1964 — Ловушка
- 1970 — Кошка — Донья Исабель Веласко дель Олмо.
- 1974 — Отверженные
- 1978 — Мама-компаньонка
- 1979 — Богатые тоже плачут — Донья Елена Сальватьерра#2 (дубл. Людмила Стоянова).
- 1988 — Ловушка — Мерседес.

### Фильмы
- 1966 — Право на рождение — Донья Клеменсия.

## Театральные работы

### Пьесы
- 1952 — Булавку в глаза
- 1956 — Ночной скандал
- 1965 — Любая среда
- 1973 — И учительница пьёт немного